# Giannīs Arampatzīs
Giannīs Arampatzīs (in greco Γιάννης Αραμπατζής?; Makrochori, 28 maggio 1984) è un ex calciatore greco, di ruolo portiere.

## Palmarès

### Club

#### Competizioni nazionali
- Coppa di Grecia: 1

AEK Atene: 2010-2011